# 俱舍宗
俱舍宗，漢傳佛教十三宗之一，屬小乘說一切有部，以俱舍論為主要經典。與成實宗，同屬漢傳佛教中的小乘傳承。成實宗被稱為“小乘空宗”，俱舍宗則被稱為“小乘有宗”。

## 名词解释
俱舍是梵语的音译，意译爲“藏”。俱舍论所依的《阿毗达磨俱舍论》，“阿毗”（abhi）意译爲“对”，“达摩”（dharma）含义为“法”，“俱舍”（kośa）汉译为“藏”，bhāṣya者“论”也，全名译成汉文就是《对法藏论》。“阿毗达摩”初译“阿毗昙”，简称“毗昙”。
俱舍宗以此论文爲名。

### 新译与旧译

#### 舊譯派
俱舍宗的前身為毗曇宗。陳文帝時，真諦於於廣州制旨寺譯出《俱舍論》二十二卷，慧愷根據真諦的講學，又編成《阿毘達磨俱舍釋論》。其後，法泰、智愷、智敷、靖嵩、道岳等人開始宏揚俱舍論，成立俱舍宗，毗曇宗也隨之併入。慧愷及道岳為舊譯俱舍宗重要的代表人物。

#### 新譯派
玄奘也曾跟隨道岳法師學習俱舍論，後前往印度，遇磔迦国小乘三藏般若羯罗，向其求解《俱舍论》。玄奘自印度返國，永徽二年五月，于慈恩寺重譯《俱舍論》，永徽五年七月完成，共三十卷。並整理說一切有部各論書，傳於弟子普光、法寶，為新譯派俱舍宗。普光撰《俱舍論記》三十卷以詳解之，与神泰、法寶分別撰寫的《俱舍論疏》合稱俱舍論三大疏。圆晖又撰成《俱舍论颂疏》三十卷。至今只有慧晖的《俱舍论颂疏义钞》六卷、遁麟的《俱舍论颂疏记》十二卷尚存。

## 学术根据
俱舍全名為阿毘達磨俱舍。
犍陀罗国有世亲尊者，感于当时《大毘婆沙论》繁琐。於是根据《大毘婆沙论》作六百偈颂而成《俱舍论颂》，其后注释八千颂，即《阿毘达磨俱舍论》，全論凡九品，組織縝密而不繁雜。俱舍宗將宇宙分為五位七十五法，并以十八界为中心。五位即是色法、心法、心所有法、不相應行法、無為法；其中色法十一、心法一、心所法四十六、心不相应行法十四、无为法三，共七十五法。
俱舍宗以此爲主要经典开宗立派。

## 影響
此時，日本學僧道昭、智通、智達、玄昉等先後來華，從玄奘和智週學習《俱舍論》，歸國傳授，建立日本俱舍宗，雖然多依附於法相宗之下，但歷代研習的風氣仍然極盛。俱舍成了唯識學的必備知識基礎。反觀中國，於唐代之後，因為輕視小乘，俱舍宗傳承斷絕，也很少有僧侶對俱舍論進行研究。傳至西藏，格魯派將之列為五部大論之一。在藏传佛教正规学制中，《俱舍论》是专攻四年的课程，毕业后方可考取显教格西学位，以难度大而著称。至元世祖時，八思巴造《彰所知論》二卷，這是研究《俱舍》的最後之餘緒。